# Joseph Wright of Derby
Joseph Wright of Derby (født 3. september 1734, død 29. august 1797) var en engelsk portræt- og landskabsmaler, som betragtes som 1700-tallets vigtigste maler i Midlands.
Wrights stil minder om Rembrandts clairobscur-maleri. Han var ven med oplysningstidens største navne i England, og de bestilte portrætter hos ham. Wright udførte også en række malerier med naturvidenskabens fremskridt som motiv. I A Philosopher Giving that Lecture on the Orrery in which a Lamp is put in place of the Sun (1766) viser en naturvidenskabsmand demonstrere et tellurium.
Joseph Wright blev født i Derby i Devonshire og studerede portrætmaleri i London hos Thomas Hudson. Han flyttede tilbage til Derby og blev snart berømt som portrætmaler. Han rejste i Italien 1773-1775 og udførte en række malerier af Vesuv og var desuden interesseret i romersk og renæssancekunst.
Derby Museum and Art Gallery har adskillige af Wrights malerier.

## Værker i udvalg

### Oplysningstidens naturvidenskab
- A Philosopher Lecturing on the Orrery, 1766.
- An Experiment on a Bird in the Air Pump, 1768.
- The Alchemist Discovering Phosphorus 1771.

### Landskaber
- Vesuv, n. 1775.
- Ullswater, n. 1795.

### Portrætter
- Mrs. Robert Gwillym, 1766
- Rickhard Arkwright, 1790
- Erasmus Darwin, 1792.